# أم دام
أم دام هي عاصمة مقاطعة جرف الأحمر في إقليم سيلا، تشاد، تقع في مفترق طرق مهم في وادي نهر البطحة. وهي بلدة صغيرة تبعد حوالي 120 كيلومتر (75 ميل) شمال غرب قوز بيضا و700 كيلومتر (430 ميل) عن طريق البر من العاصمة انجمينا. أم دام هو أيضًا اسم المحافظة الفرعية التي تقع داخل المدينة. يبلغ عدد سكان محافظة أم دام الفرعية 77593 نسمة.

## التاريخ
استولى عليها من قبل المتمردين في تقدمهم على انجمينا في 15 يونيو 2008. أوقفت معركة بالقرب من البلدة هجومًا جديدًا للمتمردين في مايو 2009، حيث أُبلغ عن أكثر من 200 حالة وفاة.